# Ішай Голан
Ішай Голан (івр. ישי גולן; нар. 22 листопада 1973) — ізраїльський кіно і телеактор.

## Біографія
Народився в Рамат-Гані в сім'ї ювелірів. Сценічним мистецтвом цікавився з юності. Вперше знявся в кіно в 17-річному віці у фільмі «Шлях орла» режисера Урі Барбаша. Під час обов'язкової служби в ізраїльській армії грав у військовому театрі. Після закінчення служби навчався в Лондонській академії музичного та драматичного мистецтва.
У 1996 році виконав головну роль ілюзіоніста Урі Геллера в фільмі Кена Расселла «Екстрасенс». У 2010 році виконав одну з головних ролей в психологічному серіалі Гідеона Раффа «Військовополонені» і удостоєний Премії Ізраїльської академії телебачення в категорії «найкраща чоловіча роль в драматичному серіалі».

## Фільмографія
| Рік       |    | Українська назва             | Оригінальна назва                   | Роль                        |
| --------- | -- | ---------------------------- | ----------------------------------- | --------------------------- |
| 1990      | ф  | Шлях орла                    | івр. דרך הנשר                       |                             |
| 1992      | ф  |                              | Amazing Grace                       |                             |
| 1993      | ф  | Передозування                | Overdose                            | Манат Єтер                  |
| 1996      | тф | Екстрасенс                   |                                     | Урі Геллер                  |
| 1998—2001 | с  | Курс молодого бійця          | Tironoot                            | Томер                       |
| 2000      | ф  | Останній рубіж               | The Last Patrol                     | Джаспер                     |
| 2000      | ф  | Дельта Форс: Зниклий патруль | Delta Force One: The Lost Patrol    | Камел Амбуш                 |
| 2000      | кф |                              | Mivtzah YY                          |                             |
| 2001      | ф  | 6 мільйонів осколків         | Shisha Million Rasisim              |                             |
| 2001      | тф |                              | Aball'e                             | Алон                        |
| 2003      | ф  | Танго Рашевського            | Le tango des Rashevski              | Ювал                        |
| 2007      | ф  | Любовне життя                | Liebesleben                         | Йона                        |
| 2008      | ф  | Сіль цього моря              | Milh Hadha al-Bahr                  | агент                       |
| 2010—2012 | с  | Військовополонені            | івр. חטופים                         | Урі Зак, військовополонений |
| 2011      | ф  | Повія                        | The Slut                            | Шей                         |
| 2012—2014 | с  | Осередок Гордін              | Ta Gordin                           | Агарал Нір (2 сезон)        |
| 2014      | с  | Під чужим прапором           | False Flag                          |                             |
| 2014      | кф |                              | Pastrami                            | батько                      |
| 2016      | ф  | Антена                       | Antenna                             |                             |
| 2017      | кф |                              | Soup                                |                             |
| 2017      | ф  | Сім'я                        | Family                              | Аві                         |
| 2017      | ф  | Будинок в Галілеї            | Баїт Багаліл                        |                             |
| 2017      | с  |                              | Greenhouse Academy                  | Картер Вудс                 |
| 2017      | с  |                              | Viki VeAni                          | Ейтан                       |
| 2018      | ф  |                              | The Reports on Sarah and Saleem     | Давид                       |
| 2018      | с  |                              | Not What You Think (Lo Hakol Varod) | Амос                        |
| 2018      | ф  | Голем: Початок               | The Golem                           | Веньямін                    |
| 2018      | кф |                              | Masks On                            | батько                      |